# Gilles-Gaston Granger
Gilles-Gaston Granger (Parigi, 28 gennaio 1920 – Saint-Cloud, 24 agosto 2016) è stato un filosofo francese.
Le sue opere discutono la logica filosofica, la matematica, le scienze umane e sociali, Wittgenstein, Aristotele e Jean Cavaillès. Produsse la più autorevole traduzione francese del Tractatus Logico-Philosophicus di Wittgenstein e pubblicò più di 150 articoli scientifici.
Nel 1968 co-fondò con Jules Vuillemin la rivista L'Âge de la Science. Era presidente del comitato scientifico degli archivi di Jules Vuillemin.

## Opere
- Méthodologie économique (PUF, 1955)
- La raison (1955)
- La mathématique sociale du marquis de Condorcet (PUF, 1956)
- Pensée formelle et sciences de l'homme (Aubier, 1960)
  - Formal Thought and the Sciences of Man, tradotto da Alexander Rosenberg (Boston Studies in the Philosophy of Science, 1983)[4]
- Essai d'une philosophie du style (Armand Colin, 1968)
- Wittgenstein (Seghers, 1969)
- La théorie aristotélicienne de la science (Aubier, 1976)
- Langage et épistémologie (Klincksieck, 1979)
- Pour la connaissance philosophique (Odile Jacob, 1988)
- Invitation à la lecture de Wittgenstein (Alinéa, 1990)
- La vérification (Odile Jacob, 1992)
- Le probable, le possible et le virtuel (Odile Jacob, 1995)
- L'irrationnel (Odile Jacob, 1998)
- La pensée de l'espace (Odile Jacob, 1999)